# Dendrochirus koyo
Dendrochirus koyo là một loài cá biển thuộc chi Dendrochirus trong họ Cá mù làn. Loài này được mô tả lần đầu tiên vào năm 2019.

## Từ nguyên
Từ định danh koyo được đặt theo tên của Kōyo-maru, tàu nghiên cứu của Trung tâm Nghiên cứu và Phát triển Nông nghiệp, Lâm nghiệp và Thủy sản của Tokyo, là con tàu đã thu thập mẫu định danh của loài cá này.

## Phân bố và môi trường sống
D. koyo mới chỉ được biết đến qua một mẫu vật thu thập ngoài khơi đảo Chichi-jima (quần đảo Ogasawara, Nhật Bản) từ độ sâu 143 m.

## Mô tả
Chiều dài được ghi nhận ở mẫu vật D. koyo này là 4,5 cm. Loài này có 3 ngạnh trên đỉnh mõm và một vệt đốm hình chữ K trên cuống đuôi.
Số gai ở vây lưng: 13; Số tia vây ở vây lưng: 10; Số gai ở vây hậu môn: 3; Số tia vây ở vây hậu môn: 7; Số tia vây ở vây ngực: 18.